# Warmbronn
Warmbronn ist ein Ortsteil von Leonberg im Landkreis Böblingen in Baden-Württemberg mit rd. 4300 Einwohnern. Der Ort war bis 1974 eine selbstständige Gemeinde.

## Geografie und Verkehr
Warmbronn liegt am Maisgraben-Tal und ist an drei Seiten von bewaldeten Hügeln umgeben. Der Ort liegt naturräumlich im Übergangsbereich vom Glemswald zum Heckengäu im Keuper. Die höchste Erhebung ist der bewaldete Warmbronner Kopf mit 517 Metern. Der Bachlauf des Maisgrabens wurde als ökologische Ausgleichsmaßnahme für den Ausbau der B 295 weitgehend renaturiert.
Die Nachbargemeinden sind Renningen, Magstadt und Stuttgart (Stadtbezirk Vaihingen).
Durch Warmbronn verläuft die Kreisstraße K 1008 von Renningen in Richtung Stuttgart (17 Kilometer bis zum Zentrum). Die K 1009 führt zur B 295, auf der man den Anschluss Leonberg-West der A 8 sowie Leonberg erreicht.
Als Öffentliche Verkehrsmittel fahren von Leonberg aus die Linien 631 und 632 durch den Ort, erstgenannte fährt über Sindelfingen weiter nach Böblingen. Die Buslinie 747 führt von Renningen über Warmbronn zur Universität in Stuttgart-Vaihingen. Alle drei Verbindungen sind in den Verkehrs- und Tarifverbund Stuttgart integriert.

## Geschichte

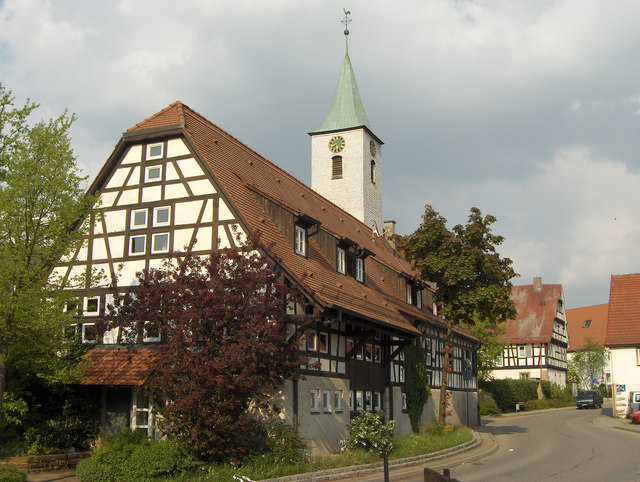
Ortsbücherei mit ev. Kirche im Hintergrund

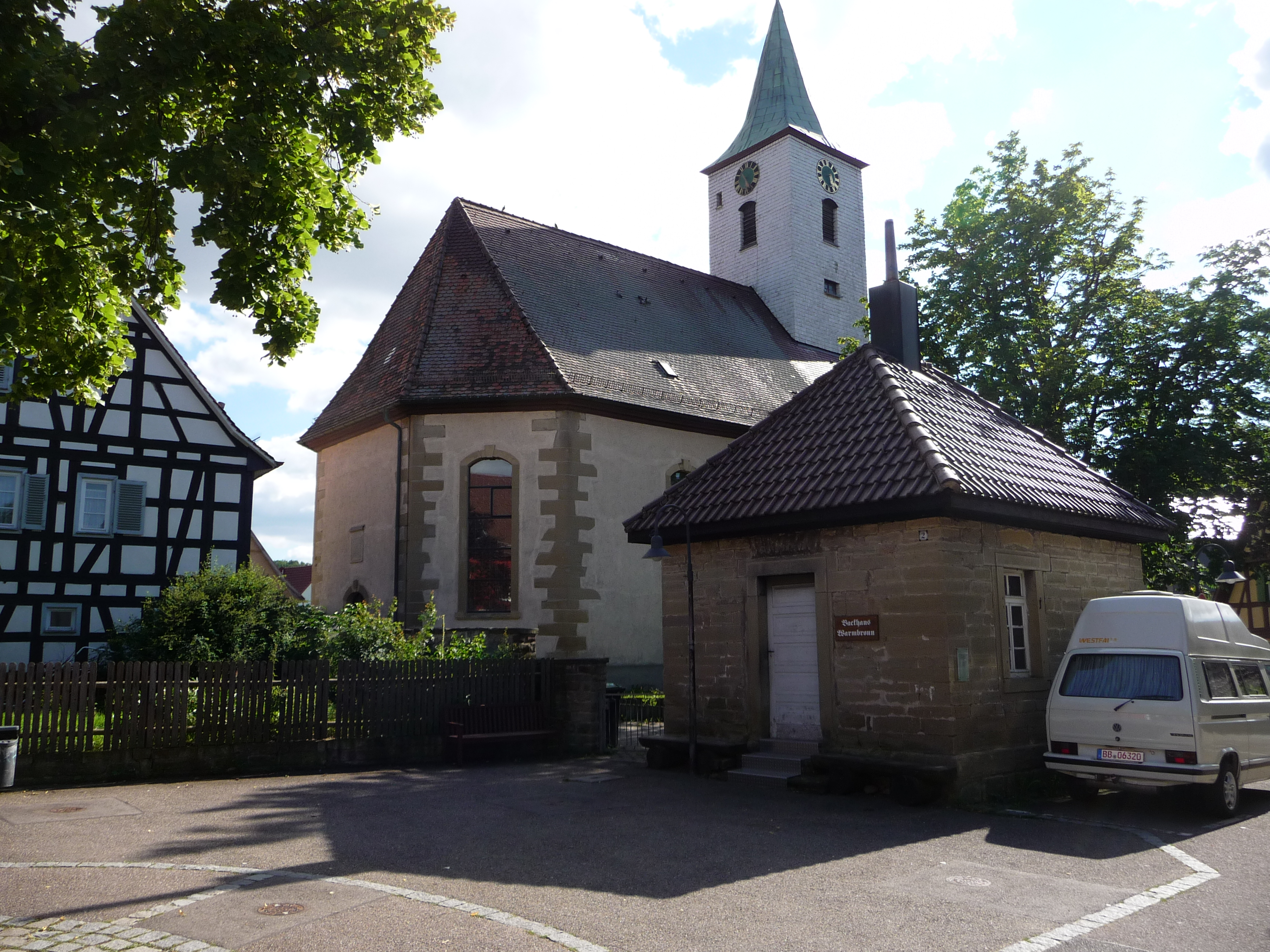
Ev. Kirche und Backhaus

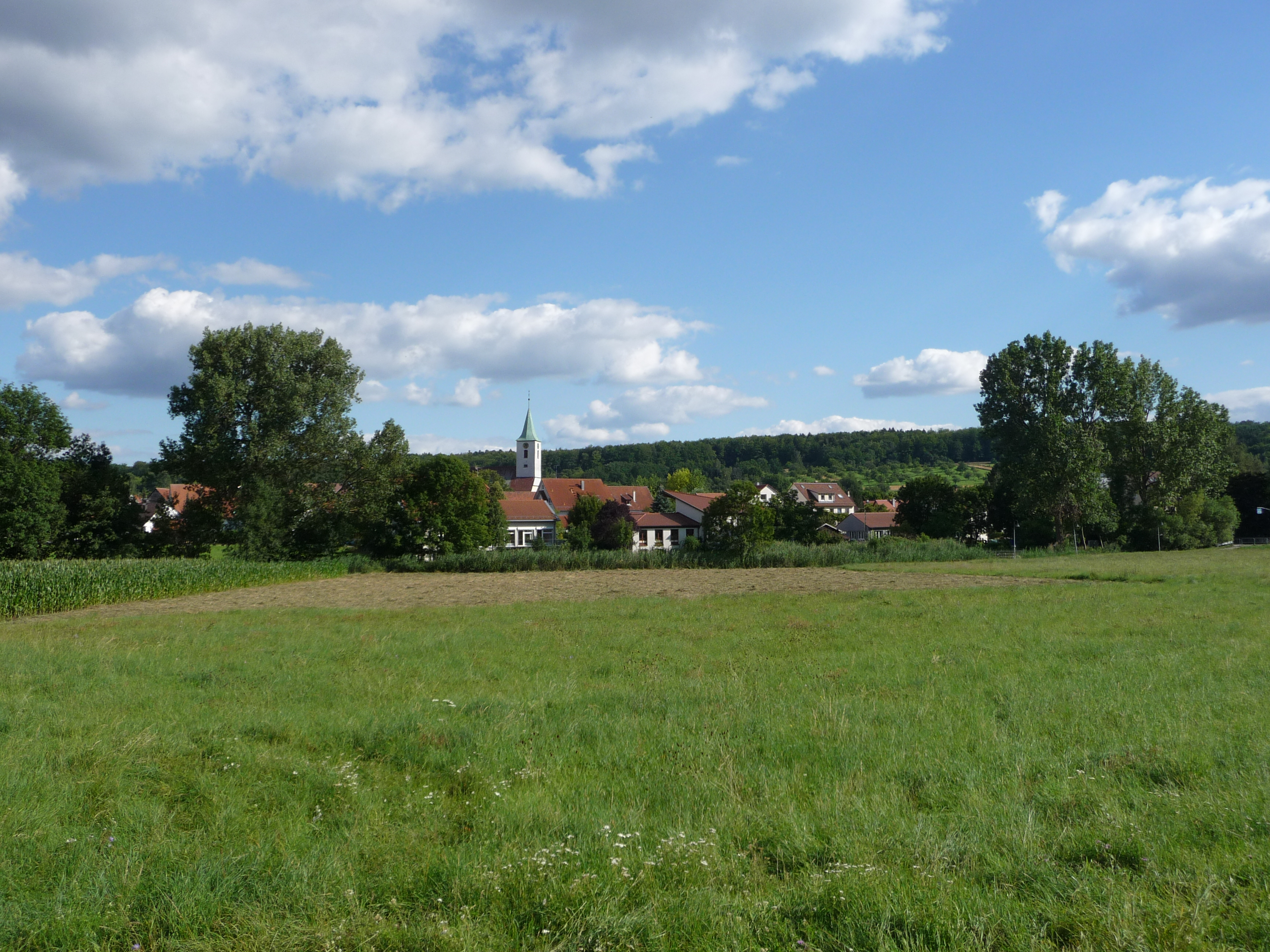
Blick von der Maisgraben-Aue auf die Ortsmitte

Der Ort wurde 1100 erstmals urkundlich erwähnt, 10 von insgesamt 13 Höfen gingen in den Besitz des Klosters Hirsau über. 1452 endete die Klosterherrschaft; die württembergischen Grafen Eberhard und Ludwig erwarben im Tausch alle Güter und Rechte in Warmbronn.
Bis zur Reformation gehörte die Warmbronner Pfarrei zum Bistum Konstanz. 1784 wurde die evangelische Täufer-Johannes-Kirche (Pfarrkirche) von Kirchenrats-Baumeister Wilhelm Friedrich Goez neu errichtet.
In der Amtszeit von Bürgermeister Eberhard Fork (1962 bis 1972) stieg die Einwohnerzahl von 900 auf 2300 im Jahr 1970. 1974 hatte Warmbronn bereits 3852 Einwohner. Am 1. Januar 1975 wurde Warmbronn zusammen mit Höfingen und Gebersheim in die Stadt Leonberg eingemeindet.
1978 wurde die Staigwaldhalle, 1981 die Zweigstelle der Bücherei, 1982 das neue Feuerwehrhaus eingeweiht. Im Landschaftsschutzgebiet befinden sich in unmittelbarer Nachbarschaft die 1989 errichtete katholische Franziskuskirche und das 2002 eröffnete neue evangelische Gemeindehaus.
Das Rathaus ging 2008 in den Besitz der Bürgerstiftung über und wurde mit ehrenamtlichem Engagement saniert und umgebaut. Am 19. November 2010 wurde es als „Bürgerhaus“ neu eröffnet. Neben der Ortschaftsverwaltung und dem Sitzungssaal des Ortschaftsrates befinden sich darin die Poststelle, die Geschäftsstelle des Sportvereins und Räumlichkeiten für Veranstaltungen.

## Bevölkerungsentwicklung
| Jahr | Einwohner |
| ---- | --------- |
| 1961 | 826       |
| 1970 | 2267      |
| 1992 | 4205      |
| 1996 | 4143      |
| 2000 | 4286      |
| 2004 | 4357      |
| 2008 | 4219      |
| 2011 | 4143      |
| 2016 | 4310      |
| 2023 | 4286      |

## Politik

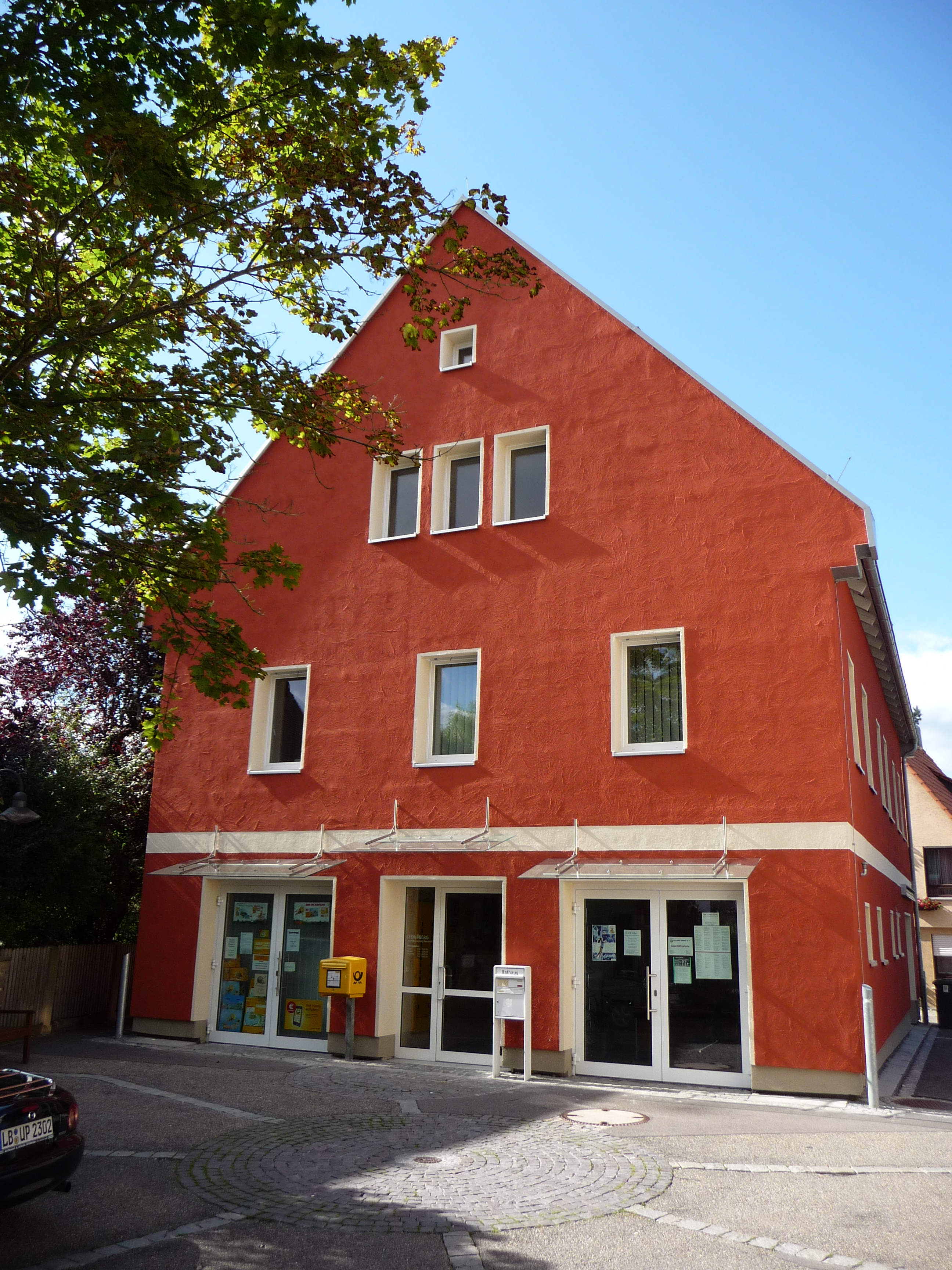
Bürgerhaus

Der Ortschaftsrat hat zehn Mitglieder.
Die Sitzverteilung seit den Kommunalwahlen 2024:
| Partei/Wählerliste | Sitze |
| ------------------ | ----- |
| Warmbronner Liste  | 6     |
| Freie Wähler (FWV) | 2     |
| Grüne              | 1     |
| CDU                | 1     |

Wappen: In Grün ein silberner Doppelhaken.

## Öffentliche Einrichtungen
- Die Grundschule Warmbronn besteht seit 1962 im Schul- und Sportzentrum Staigwald.
- Im April 2014 wurde das Kinderhaus Warmbronn eingeweiht, das die bisherigen drei Standorte der beiden Kindergärten ersetzte und auch Kleinkinderbetreuung anbietet. Im September 2023 ging mit dem Kinderhaus Binsenweg eine Interimskita in Betrieb.[5]

## Vereine und Organisationen
- Größter Verein ist die Sportvereinigung Warmbronn mit knapp 1400 Mitgliedern und den Abteilungen Fußball, Volleyball, Tischtennis, Laufen/Walking, Mountainbiking/Radtreff, Aktiv&Gesund, Kindersport und Gesang (Kinder- und Gemischter Chor).[6] Die ehemalige Tennisabteilung ist seit 2012 als Tennis Warmbronn rechtlich eigenständig. Jedes Jahr findet auf dem Sportgelände ein Pfingstzeltlager für Kinder statt.
- Freiwillige Feuerwehr Leonberg, Abteilung Warmbronn
- Der Gemeindeverein richtet u. a. das Maifest aus und veranstaltet im Bürgerhaus den „Bürgertreff“.[7]
- Die Bürgerstiftung engagiert sich für gemeinnützige Projekte.
- Narrenzunft Beerlesklopfer[8]
- Obst- und Gartenbauverein Warmbronn
- Kleintierzüchterverein
- Christian-Wagner-Gesellschaft[9]
- Jugendhaus Leonberg, Treff Warmbronn.

## Veranstaltungen
- Maifest, jährlich stattfindendes Ortsfest Ende Mai/Anfang Juni
- Waldmeisterlauf, Volkslauf mit jährlich ca. 1600 Teilnehmern, 2019 zum 43. Mal[10]
- Hirschbrunnenfest des Obst- und Gartenbauvereins jeweils am ersten Sonntag im Juli im Vereinsgarten beim historischen Hirschbrunnen (der früher in der Ortsmitte stand)
- Warmbronner Open Air, 2019 zum 35. Mal[11]
- Warmbronner Feuerwehrtage, alle zwei Jahre stattfindendes Fest der Feuerwehr
- Narrenzunft Beerlesklopfer: „Häsabstauben“, Zunftball und „Rathaussturm“
- Apfel-, Nuss- und Mandelkern, jährlicher Weihnachtsmarkt am ersten Samstag im Dezember

## Kultur und Sehenswürdigkeiten

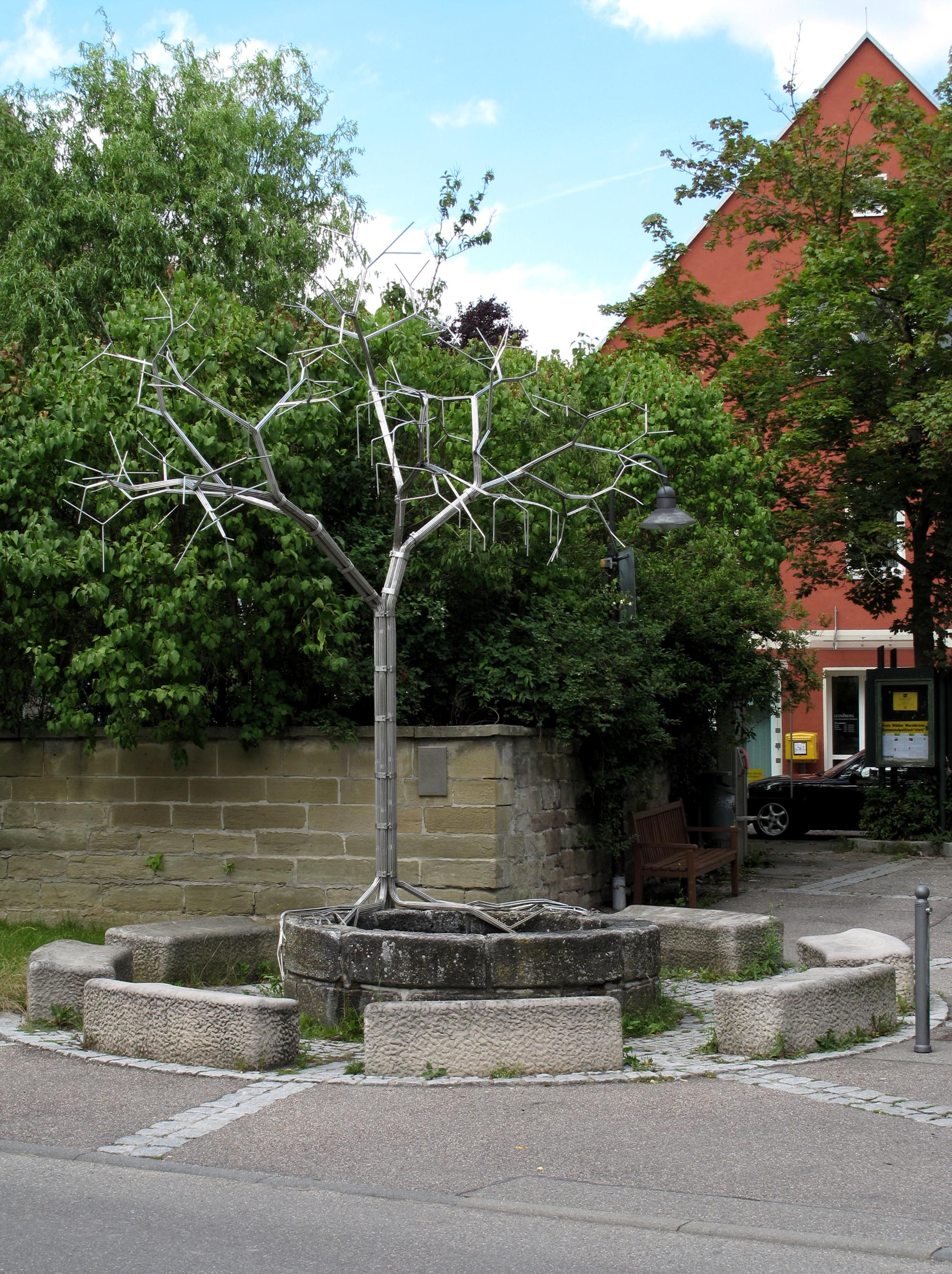
Christian-Wagner-Brunnen

- Der Christian-Wagner-Brunnen befindet sich im Ortszentrum. Er wurde vom Warmbronner Architekten Frei Otto entworfen und 1995 eingeweiht.[12]
- Das Christian-Wagner-Haus beherbergt ein Museum zu Christian Wagner und zur Ortsgeschichte.
- Die Ortsbücherei befindet sich in einem alten Fachwerkhaus. Sie ist eine Zweigstelle der Stadtbücherei Leonberg.

## Wirtschaft

### Einkaufen
Jeden Donnerstag findet ein kleiner Wochenmarkt statt. Für die Grundversorgung der Bevölkerung gibt es einen kleinen Supermarkt sowie zwei Bäckereifilialen.

### Unternehmen
- Hans Keim Kunststoffe (Kunststoffverarbeitung) (ist seit 2018 in Zimmern bei Rottweil ansässig[13])
- Kappus Reisen (Busunternehmen)
- Verlag Ulrich Keicher
- Stoming Creative Studios (Kommunikationsagentur)[14]

### Internetanbindung
Seit August 2011 gibt es eine VDSL-Verbindung für Warmbronn, die von dem EnBW-Tochterunternehmen NetCom BW betrieben wird. Sie wurde von der Stadt Leonberg mit Hilfe von Fördergeldern des Landes gebaut.
2020/21 wurde Warmbronn von der Deutschen Telekom mit Glasfaseranschlüssen (FTTH) ausgestattet.

## Persönlichkeiten
- Christian Wagner (1835–1918), Dichter (geboren und seinerzeit wohnhaft in Warmbronn)
- Rudolf von Burk (1841–1924), württembergischer Militärarzt (geboren in Warmbronn)
- Edmund Rau (1868–1953), württembergischer Politiker (aufgewachsen in Warmbronn)
- Gottlieb Hering (1887–1945), Lagerkommandant des Vernichtungslagers Belzec (geboren in Warmbronn)
- Wolfgang Schall (1916–1997), Brigadegeneral und Politiker (CDU) (wohnte in Warmbronn)[17]
- Lene Kessler (1921–2015), Überlebende und Zeitzeugin des Holocaust (wohnte ab 1973 in Warmbronn)
- Frei Otto (1925–2015), Architekt (wohnte und arbeitete in Warmbronn)[18], Ehrenbürger von Leonberg
- Raymond Wolansky (1926–1998), Opernsänger (wohnte in Warmbronn)
- Joachim Alfred Wünning (* 1930), Ingenieur (FLOX-Verfahren) (wohnhaft in Warmbronn)
- Helmuth Rilling (* 1933), Dirigent (wohnhaft in Warmbronn), Ehrenbürger von Leonberg
- Max Schmitz (* 1936) und Ingrid Dahn (* 1939), Bildhauer-Ehepaar (wohnhaft in Warmbronn)
- Reiner Saul (1938–2024), Bauingenieur (wohnte in Warmbronn)
- Dieter Glemser (* 1938), Rennfahrer (lange wohnhaft in Warmbronn)
- Erika Sauer (* 1940), Leichtathletin der Spvgg Warmbronn, vielfache Welt-, Europa- und Deutsche Meisterin bei den Senioren[19]
- Axel Kuhn (* 1943), Historiker und Kriminalautor, ehemaliger Ortschafts- und Gemeinderat
- Bernhard Bauer (* 1950), ehemaliger Präsident des Deutschen Handballbundes, ehemaliger Ministerialdirektor (wohnhaft in Warmbronn)
- Manfred Norbert Fisch (* 1951), Professor für Bauphysik und Gebäudetechnik (wohnhaft in Warmbronn)
- Luca Raimund (* 2005), Fußballprofi beim VfB Stuttgart (begann bei der Spvgg Warmbonn mit Fußballspielen)